# شون كارلن
شون كارلن (بالإنجليزية: Sean Carlin)‏ هو منافس ألعاب قوى أسترالي، ولد في 29 نوفمبر 1967 في أديلايد في أستراليا.

## وصلات خارجية
- شون كارلن على موقع الاتحاد الدولي لألعاب القوى (الإنجليزية)
- شون كارلن على موقع النتائج التاريخية لألعاب القوى الأسترالية (الإنجليزية)
- شون كارلن على موقع اللجنة الأولمبية الدولية (الإنجليزية)
- شون كارلن على موقع أوليمبيديا (الإنجليزية)
- شون كارلن على موقع اللجنة الأولمبية الأسترالية (الإنجليزية)